# Extinció aèria d'incendis

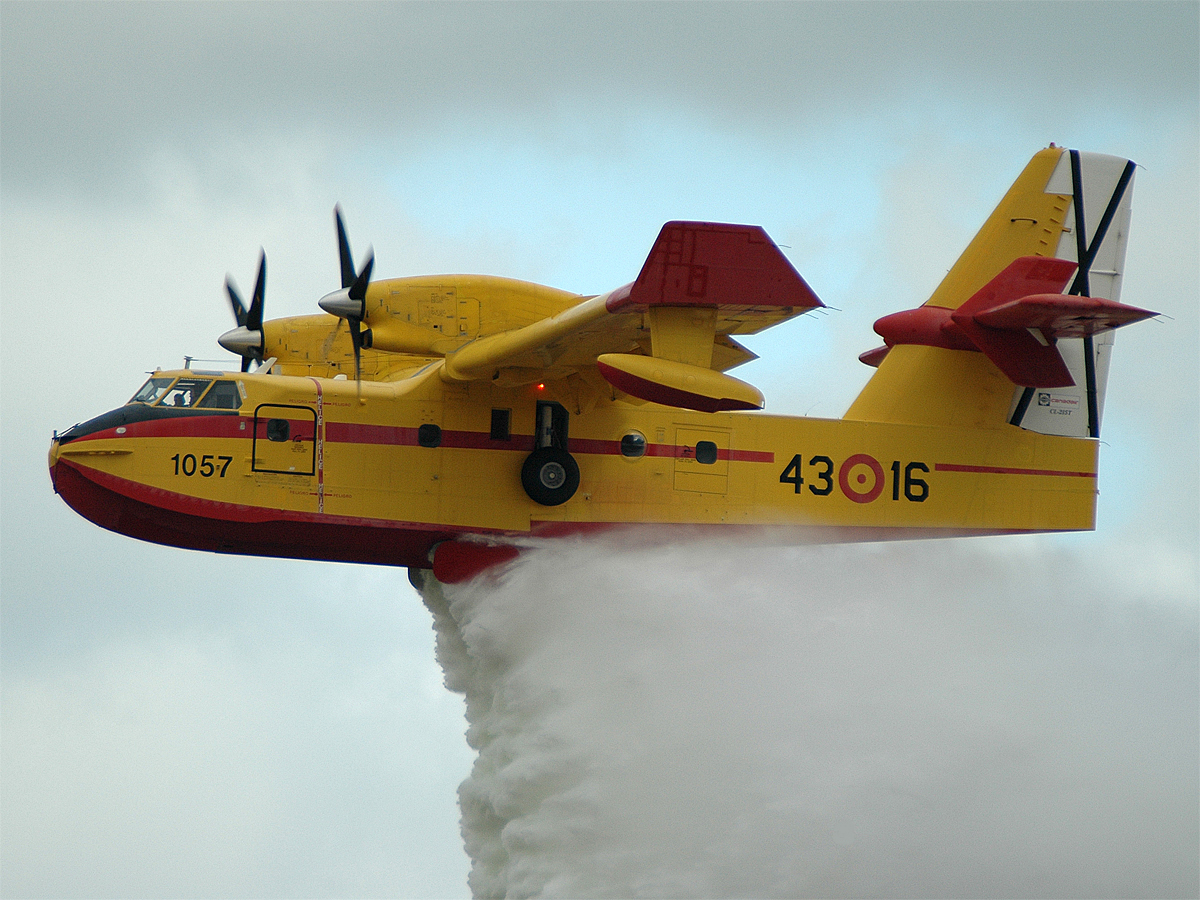
Avió Canadair CL 215T

L'extinció aèria d'incendis consisteix en l'ús d'aeronaus per a l'extinció d'incendis forestals, donant suport a les unitats terrestres amb descàrregues d'aigua, transportant personal a llocs inaccessibles, efectuant tasques de vigilància, de coordinació o d'evacuació. Els tipus d'aeronaus utilitzades inclouen mitjans d'ala fixa (avions) i d'ala rotatòria (helicòpters). Els agents extintors utilitzats per combatre els incendis són l'aigua i els retardants.

## Història

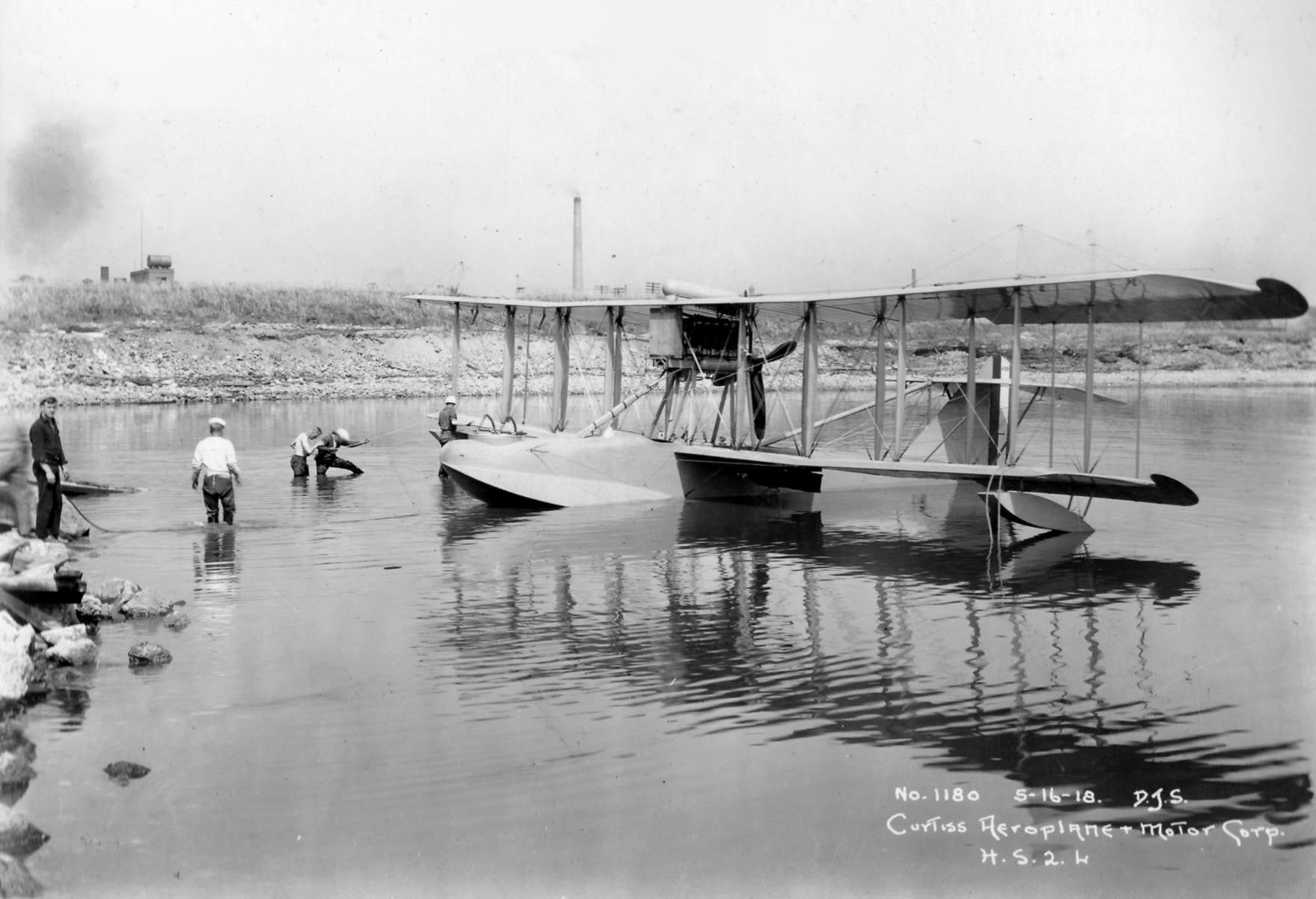
Avió Curtiss HS2L

### Amèrica del Nord
El 1919 a Nova Escòcia, Canadà, es van començar a utilitzar els hidroavions, dos Curtiss HS2L procedents de la Primera Guerra Mundial, per a la vigilància dels boscos i per a transportar material i brigades contra incendis. Aviat el seu ús es va estendre per tot Nord-amèrica amb nous hidroavions. El 1930 als Estats Units es va utilitzar per primera vegada un Ford Trimotor per a llençar aigua des d'un bidó de fusta adossat. El 1940 als Estats Units es van començar a llençar des d'avions les brigades forestals paracaigudistes, anomenades 'smokejumpers' per a l'extinció d'incendis forestals remots, brigades que encara perduren avui dia. Els primers avions cisterna moderns van aparèixer als Estats Units el 1953, procedents dels excedents de la Segona Guerra Mundial. El 1955 es va començar a utilitzar un Boeing Stearman amb una tapa amb frontisses accionades des de cabina, que alliberava 600 litres de cop.
El 1957 al Canadà s'aplica la tècnica dels Stearman a Califòrnia, però afegint una bomba per a recarregar l'aigua ameritzant, sense necessitat de tornar a la base. L'any següent se li afegeixen uns dipòsits amb presa d'aigua en forma de cullera (scoops en anglès) que fan pujar l'aigua als dipòsits en pocs segons, sense necessitat de para. Neix la tècnica del scooping. L'èxit d'aquestes adaptacions fa que el 1968 es construeixi el Canadair CL215, amb una capacitat de càrrega de 5.000 litres, el primer avió amfibi ideat des de l'inici per a tasques d'extinció d'incendis forestals. La seva acollida a nivell mundial va ser molt bona. El 1993, ja fabricat per Bombardier, evoluciona a motor turbohèlix i augmenta la capacitat d'aigua a 6.140 litres.
Els primers helicòpters utilitzats en operacions contra incendis forestals van ser a Califòrnia, l'any 1947, amb finalitats de suport tàctic i logístic. A finals dels anys 50 es van començar a utilitzar els helidipòsits en un helicòpter model Bell 47, i el Alouette III per al transport de bombers forestals.

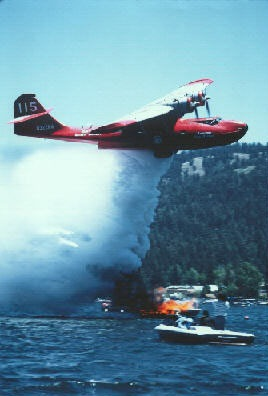
Avió Consolidated PBY-5 Catalina

### Espanya
A Espanya, el 1969 el Ministeri d'Agricultura realitza proves amb l'avió Boeing Stearman, i contracta durant el mes d'agost l'avió amfibi Canadair CL 215, que opera des de la base de A Lavacolla a Santiago de Compostela. És el primer avió d'aquestes característiques en operar a Europa. A la dècada del 70 l'Institut per a la Conservació de la Naturalesa (ICONA) adquireix 9 Canadair CL215 operats per l'Exèrcit de l'Aire. També es van contractar avions adaptats de l'aviació agrícola, eren els models Grumman, Piper Pawnee Thrush Commander i Consolidated PBY-5 Catalina. A la dècada dels 80 aumenta la flota de Canadair CL 215 i s'introdueix el model Dromader, amb capacitat de càrrega de 2.100 litres. També es comencen a utilitzar els avions Air Tractor, amb dipòsit de 2.000 litres. A la dècada dels 90 s'incorporen els avions de gran capacitat, models DC 6, DC 7 i Hercules C130, amb dipòsits d'11.000 litres.
Els helicòpters per a incendis forestals s'introdueixen a Espanya el 1984, per una banda amb helicòpters militars model Bell 204 per al transport de personal als incendis i ICONA adquireix 6 helicòpters model BK 117 per a la vigilància d'incendis forestals. A finals dels anys 80 es contracten helicòpters model Bell 204, Bell 205, Bell 212, Alluette III, Ecuriel, Dauphine i Sokorsky. El 1988 s'utilitza per primera vegada un helicòpter bombarder model Bell 212 amb un dipòsit ventral de 1.200 litres. El 1989 s'utilitzen models rossos Mi 8 i Mi 2.El 1992 es creen les BRIF (Brigades de Reforç en Incendis Forestals) de l'ICONA com a recolzament en l'extinció de grans incendis forestals.
Actualment les comunitats autònomes tenen les competències en extinció d'incendis i compren o contracten cadascuna els seus mitjans aeris, i en grans incendis forestals recorren al recolzament d'altres comunitats i als mitjans estatals, representats per la flota del Ministeri d'Agricultura, Pesca i Alimentació que consta de mitjans aeris de gran capacitat de càrrega: 18 avions amfibis Canadair CL 215T de 5.500 litres, CL 415 de 6.100 litres, 6 Fire Boss AT 802FB de 3.100 litres, 10 avions de càrrega a terra Air Tractor AT-802 de 3.100 litres, 8 helicòpters bombarders KAMOV de 4.500 litres, 19 helicòpters de transport de 1.500 litres, així com 4 avions de comunicacions i observació Partenavia i 4 helicòpters de vigilància BK 117. També la Unitat Militar d'Emergències disposa de mitjans aeris: 14 avions Canadair CL 215 T de 5.443 litres, 3 avions Bombardier CL 415 de 6.123 litres, 4 helicòpters de transport EC-135 (HU-26), 4 helicòpters Super Puma (HU-21) i 2 Cougar (HU-27) de 2.100 litres.

### Catalunya
El cos de Bombers de la Generalitat de Catalunya, creat el 1980, va llogar aquest mateix any l'helicòpter Hugues 500, dels bombers de la Diputació de Barcelona, per les rutes de prevenció durant l'estiu. El 1983 es van adquirir 2 helicòpters Messerchimitt-Bölkow-Blohm BO 105 cbs4, per a tasques de comandament d'incendis i per a rescats de muntanya amb grua. El 1989 es va contractar el primer helicòpter bombarder. El 1995 es van contractar 2 avions Air Tractor AT-802F, els primers a Europa, que milloraven la maniobrabilitat, capacitat i sistema de descàrrega dels avions antiincendis.
Actualment es disposa de 19 helicòpters (4 de rescat i 15 d'extinció) i 4 avions Air Tractor At-802F.

## Objectius
Els mitjans aeris en l'extinció d'incendis forestals s'utilitzen principalment pels següents objectius:

### Suport a les unitats terrestres
L'objectiu principal de les operacions aèries és donar suport als mitjans terrestres. L'estratègia d'extinció s'ha de planificar tenint en compte tant els recursos aeris com els terrestres, per tal de:
- Situar la intensitat de l'incendi dins de la capacitat d'extinció de les unitats terrestres mitjançant descàrregues.
- Donar suport aeri a les unitats de foc tècnic realitzant funcions de vigia i/o reforçant les línies de recolzament amb descàrregues.
- Informar a les unitats terrestres de l'estat i possible evolució de l'incendi.

### Atenció a objectius prioritaris
El objectius fora de l'abast de les unitats de terra poden ser continguts temporalment o definitivament pels mitjans aeris. La presència de focus secundaris que rodegin les unitats de terra o l'afectació d'infraestructures de difícil accés són exemples d'objectius prioritaris. En aquests casos, l'ús dels retardants permet un major marge de temps per a l'accés de les unitats de terra.

### Helitransport d'unitats
El desplaçament ràpid del personal, tant d'arribada com de sortida, per al rescat o trasllat, o per l'accés a llocs inaccessibles per altres mitjans, es pot efectuar especialment amb els helicòpters.

### Vigilància

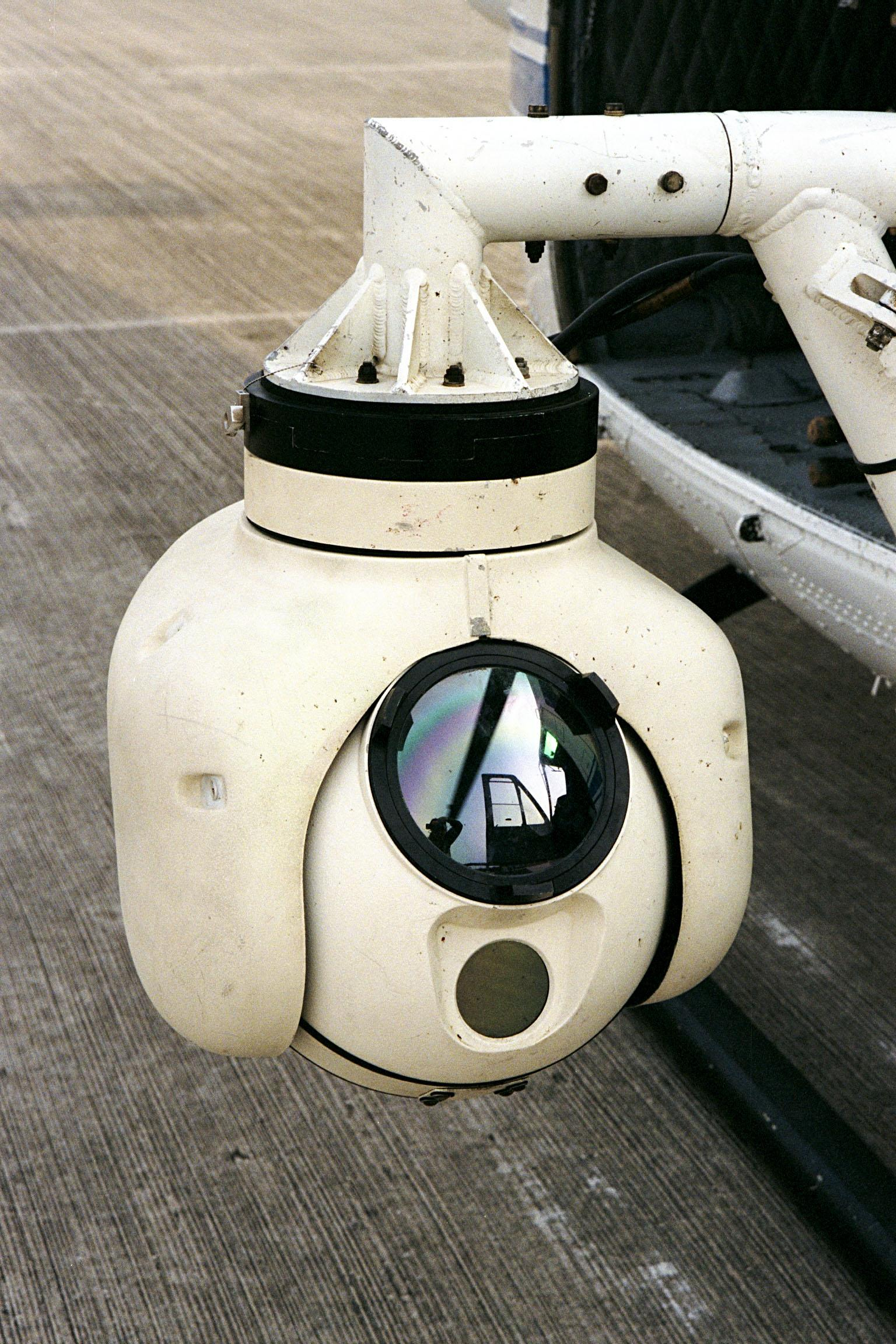
Càmera d'infrarojos muntada en un helicòpter per a la vigilància d'incendis

En situacions d'alt risc d'incendi, els vols preventius permeten detectar ràpidament els inicis d'incendi, i inclús dissuadir les possibles intencionalitats d'inici d'incendi.

### Presa i transmissió d'imatges
Càmeres instal·lades en els helicòpters o els avions permeten transmetre a temps real les imatges de l'incendi al Lloc de Comandament Avançat o a centrals de coordinació, ajudant als comandaments de bombers a la presa de decisions.

### Evacuació sanitària
Els helicòpters equipats amb mitjans de rescat i amb personal qualificat, poden evacuar a personal accidentat.

## Aeronaus d'extinció d'incendis
Les aeronaus utilitzades per a l'extinció d'incendis inclouen mitjans d'ala fixa (avions) i d'ala rotatòria (helicòpters).

### Característiques
Han de complir uns requeriments per a la missió de bombardejar les àrees forestals amb un agent extintor, típicament solucions aquoses amb/sense retardant. L'aeronau ha de complir els següents requisits:
- Capacitat de volar a cota baixa, per a descarregar de forma precisa i evitar que l'agent extintor es polvoritzi i evapori abans d'arribar a l'objectiu.
- Gran maniobrabilitat, per poder apropar-se a pendents, mantenir la trajectòria amb fortes turbulències, bombardejar en viratge, en descens,...
- Potència amb control, per ser capaç d'operar sense pèrdua de rendiment en orografia i climatologia adversa.
- Resistència a la calor i la contaminació de l'aire, amb motors poc sensibles al fum i cendres, i resistents a la corrosió que provoquen alguns agents extintors.
- Capacitat de carregar una gran quantitat de líquid i deixar-la anar violentament, sense obstacles per a alliberar la càrrega, tolerància a la ràpida variació de càrrega, i resistència estructural a les estrebades cada cop que es deixa anar l'aigua.
- Ràpida activació quan es sol·licita el seu servei, en tractar-se d'un servei d'emergència, ha de ser capaç d'arrencar motors i enlairar-se en el mínim temps de demora per escalfament de motors i protocols de sortida.
- Fiabilitat, per a estar disponible quan sigui requerida.
- Capacitat per operar en pistes curtes i semi-preparades, per poder basar l'aeronau i operar puntualment en camps de vol secundaris.

### Classificació
El Servei Forestal dels EUA (USFS) classifica les aeronaus d'extinció en funció dels galons de capacitat d'agent extintor. Adaptant-lo al sistema mètric, les aeronaus més utilitzades a Europa són:
| Avions tipus I ({\displaystyle >} 10.000 litres) | Avions tipus I ({\displaystyle >} 10.000 litres) | Avions tipus II (5.000 litres a 9.999 litres) | Avions tipus II (5.000 litres a 9.999 litres) | Avions tipus III (3.000 litres a 4.999 litres)       | Avions tipus III (3.000 litres a 4.999 litres) | Avions tipus IV ({\displaystyle <} 3.000 litres) | Avions tipus IV ({\displaystyle <} 3.000 litres) |
| ------------------------------------------------ | ------------------------------------------------ | --------------------------------------------- | --------------------------------------------- | ---------------------------------------------------- | ---------------------------------------------- | ------------------------------------------------ | ------------------------------------------------ |
| Beriev Be-200 Altair                             |                                                  | Bombardier 415                                |                                               | Air Tractor AT 802F/AF                               |                                                | PZL Mielec M-18 Dromader                         |                                                  |
| Bombardier Dash 8 Q400-MR                        |                                                  | Canadair CL 215                               |                                               | Air Tractor AT 802F Fire Boss                        |                                                |                                                  |                                                  |
| Lockheed C-130 Hercules                          |                                                  | Canadair CL 215 T                             |                                               | Conair Firecat / Turbo Firecat (Grumman S-2 Tracker) |                                                |                                                  |                                                  |

| Avions de coordinació  | Avions de coordinació | Helicòpters de coordinació | Helicòpters de coordinació |
| ---------------------- | --------------------- | -------------------------- | -------------------------- |
| Cessna 337 Push-Pull   |                       | Eurocopter EC-135 T2+      |                            |
| Vulcanair P68 Observer |                       |                            |                            |

| Helicòpters tipus I ({\displaystyle >} 2.000 litres / 16 passatgers / 2.300 kg) | Helicòpters tipus I ({\displaystyle >} 2.000 litres / 16 passatgers / 2.300 kg) | Helicòpters tipus II (1.200 litres / 10 passatgers / 1.100 kg) | Helicòpters tipus II (1.200 litres / 10 passatgers / 1.100 kg) | Helicòpters tipus III (900 litres / 5 passatgers / 550 kg) | Helicòpters tipus III (900 litres / 5 passatgers / 550 kg) |
| ------------------------------------------------------------------------------- | ------------------------------------------------------------------------------- | -------------------------------------------------------------- | -------------------------------------------------------------- | ---------------------------------------------------------- | ---------------------------------------------------------- |
| Aerospatiale AS332 Super Puma                                                   |                                                                                 | Bell 205                                                       |                                                                | Aerospatiale AS350 B3 Ecureuil                             |                                                            |
| Aerospatiale SA330 Puma                                                         |                                                                                 | Bell 212                                                       |                                                                | Agusta A-119 Koala                                         |                                                            |
| Eurocopter AS532 Cougar                                                         |                                                                                 | Bell 412                                                       |                                                                | Bell 206 JetRanger/LongRanger                              |                                                            |
| Sikorsky S-61 SeaKing                                                           |                                                                                 | PZL W-3A Sokol                                                 |                                                                | Bell 407                                                   |                                                            |
| Sikorsky S-64 SkyCrane                                                          |                                                                                 |                                                                |                                                                |                                                            |                                                            |
| Sikorsky S-70 FireHawk                                                          |                                                                                 |                                                                |                                                                |                                                            |                                                            |
| Kaman K-1200 K-Max                                                              |                                                                                 |                                                                |                                                                |                                                            |                                                            |
| Kamov Ka-32                                                                     |                                                                                 |                                                                |                                                                |                                                            |                                                            |

### Mitjans d'ala fixa

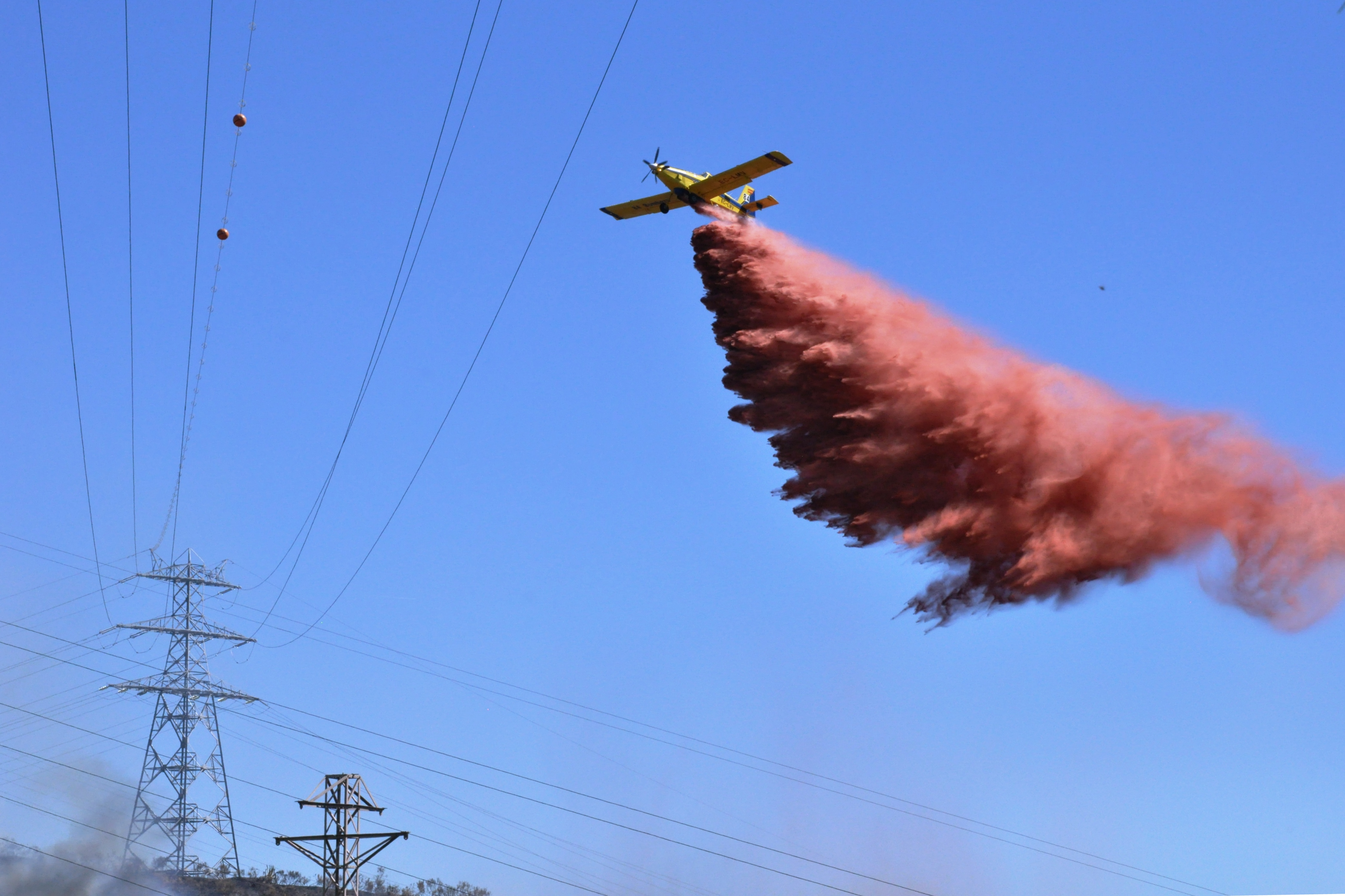
Air Tractor AT-802F de Bombers de la Generalitat descarregant aigua amb retardant en un incendi a Collserola

En l'extinció d'incendis forestals s'utilitzen nombrosos aparells d'ala fixa, que es poden agrupar en quatre tipologies: transformats (conversió d'avions militars o de transport), agrícoles (com l'Air Tractor que ja es construeix exclusivament per a l'extinció d'incendis), polivalents i amfibis (construïts expressament per a l'extinció d'incendis).
El avions amfibis tenen l'avantatge de poder omplir els dipòsits mitjançant el lliscament sobre la superfície líquida gràcies a les sondes retràctils que tenen a la part inferior del casc. El seu rendiment és molt alt si tenen una superfície d'aigua adient a menys de 50 km de l'incendi, podent ser el mar si no hi ha gran onatge. Tots els avions no amfibis han de tornar a la base després de cada descàrrega, a omplir el dipòsit i tornar al lloc de l'incendi, amb la pèrdua de temps que això implica.
L'avió més gros del món utilitzat en incendis forestals era el Boeing 747 Supertanker, amb una capacitat de 75.000 litres. El 2021 va deixar d'operar en l'extinció d'incendis per tornar a la càrrega comercial.

### Mitjans d'ala rotatòria

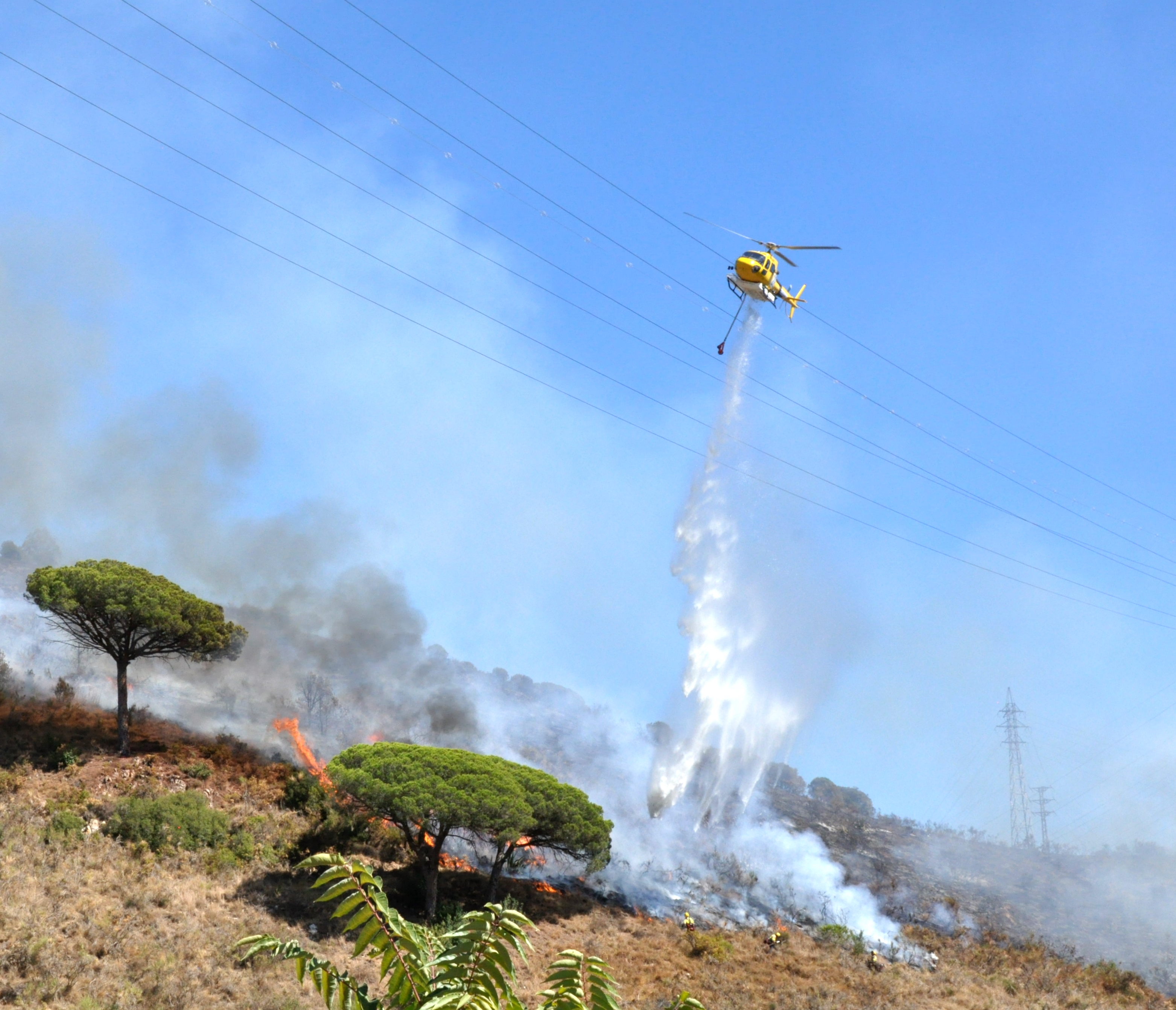
Helitanc de Bombers de la Generalitat en un incendi a Collserola

Els helicòpters poden elevar-se o descendir verticalment, romandre en una posició determinada, moure's endavant, enrere o als costats. Això els confereix unes característiques de rapidesa, visió global i versatilitat molt idònies per a l'extinció d'incendis forestals. S'empren per a diferents missions: vigilància, coordinació, comandament, transport de personal i material, extinció. En funció de la seva missió, de la proximitat de punts de càrrega d'aigua, de l'alçada de les flames de l'incendi, serà més òptim un tipus d'helicòpter o altre (veure apartat Classificació).
Els helitancs o helicòpters bombarders poden estar equipats amb un dipòsit ventral o amb un helidipòsit. Els dipòsits ventrals es poden omplir a terra (mitjançant camions cisterna amb bombes) o es pot aspirar aigua de llacs, rius, embassaments, piscines, basses d'incendis, etc., d'un mínim de 30 cm de profunditat, amb una bomba elèctrica d'alta succió que va unida al dipòsit i una mànega d'aspiració. L'helidipòsit, també anomenat 'bambi bucket' o 'bambi', és un dipòsit plegable que se suspèn, mitjançant una eslinga de longitud variable, del ganxo de càrrega de l'helicòpter, i es carrega per immersió en el punt de càrrega, que pot ser natural o artificial, com en els dipòsits ventrals, però d'una fondària suficient per submirgir-se totalment.

### Drons
Els vehicles aeris no tripulats (VANT) o drons, s'estan introduint en els serveis d'extinció d'incendis com a eina que permet recollir informació per donar suport als comandaments en la presa de decisions.

## Operacions aèries

### Coordinació
En l'extinció d'un incendi forestal usualment s'incorporen inicialment de 2 a 4 aeronaus, i quan l'atac de l'incendi s'amplia sovint hi ha 10 o més aeronaus. Es fa imprescindible l'existència d'una coordinació aèria, amb les següents funcions:
- Gestionar l'espai aeri al voltant de l'incendi i controlar-hi el trànsit d'aeronaus.
- Supervisar i ordenar l'Àrea de Vol de l'Incendi (AVI) per tal d'assolir els objectius estratègics acordats al Pla d'Actuació.
- Gestionar la recepció i retirada d'aeronaus, informant-les de la missió, riscos i notificant la seva presència a les altres aeronaus.
- Assignar sector aeris de treball, tenint en compte les característiques de cada aeronau, l'orografia i el comportament de l'incendi.
- Realitzar avaluacions periòdiques de l'eficàcia i la seguretat de les operacions.
- Col·laborar amb el personal de terra per a desenvolupar i implementar les estratègies d'extinció i logística.
- Establir les aproximacions i sortides de l'espai aeri i els circuits de roda (carrusel) d'helicòpters i avions.
- Informar als mitjans aeris dels punts d'aigua, punts de proveïment, bases de descans,...

### Circuits de roda
La cadència ideal de descàrregues és d'una cada 5-7 minuts, i acceptable una cada menys de 15 minuts. Per a aconseguir-ho, la coordinació aèria crearà els circuits de roda o carrusels en cada sector de treball de l'incendi, amb cada tipus d'aeronau, sense barrejar-les; i vetllarà per repartir els temps de proveïment.

### Descàrregues

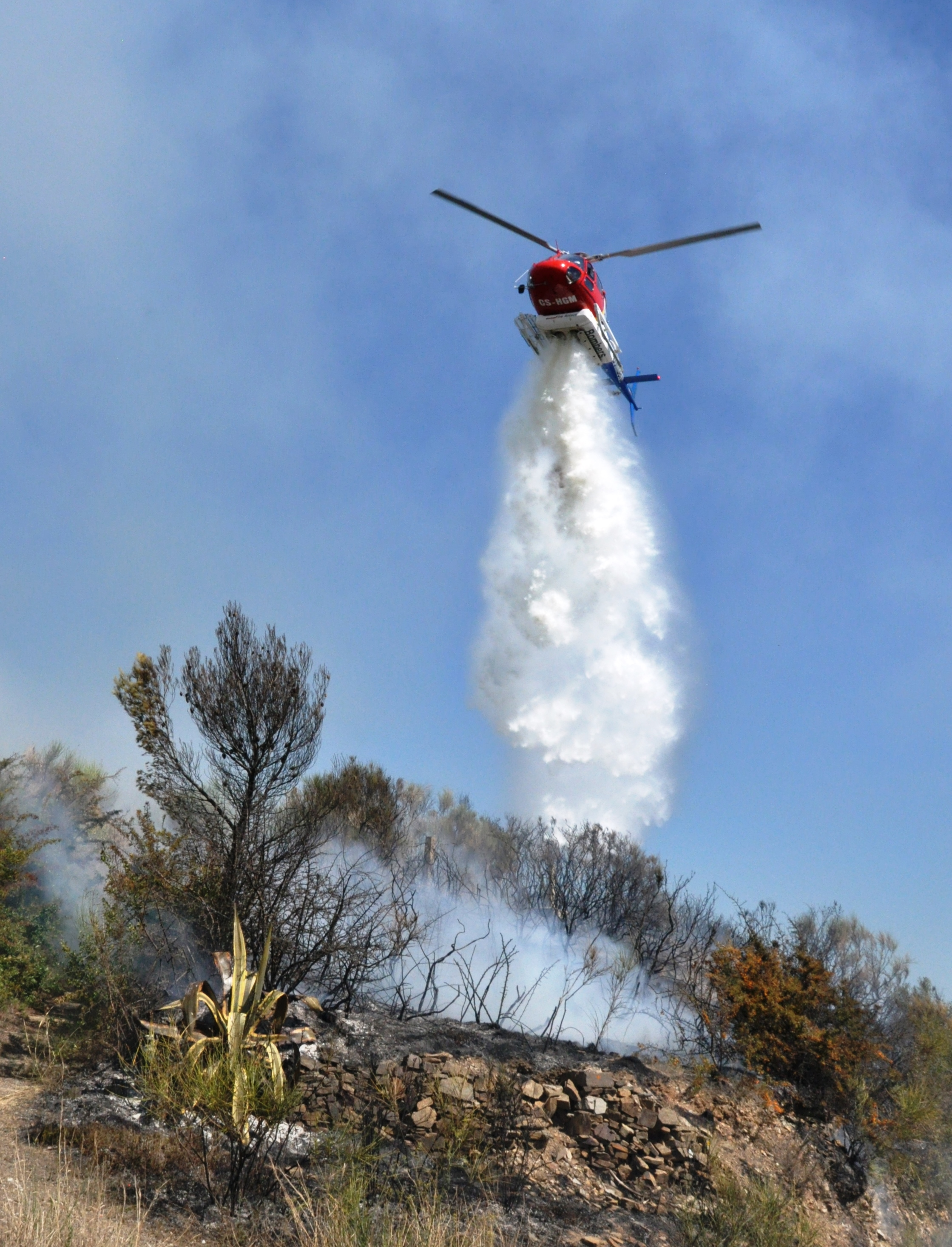
Helitanc de dipòsit ventral de Bombers de la Generalitat en un incendi a Collserola

Les descàrregues d'aigua o retardant varien en funció de diversos factors. L'aigua en sortir del dipòsit entra en contacte amb vents originats pel vol de l'aeronau i es disgrega. La silueta de l'àrea mullada i la seva distribució sobre el terreny, defineixen el patró de descàrrega. A més de la longitud i l'amplada del contorn, són paràmetres importants del patró de descàrrega el volum recuperat (la quantitat real d'aigua o retardant que arriba a la superfície) i el nivell de cobertura (la quantitat d'aigua o retardant per unitat de superfície). Els factors que afecten al patró de descàrrega són:

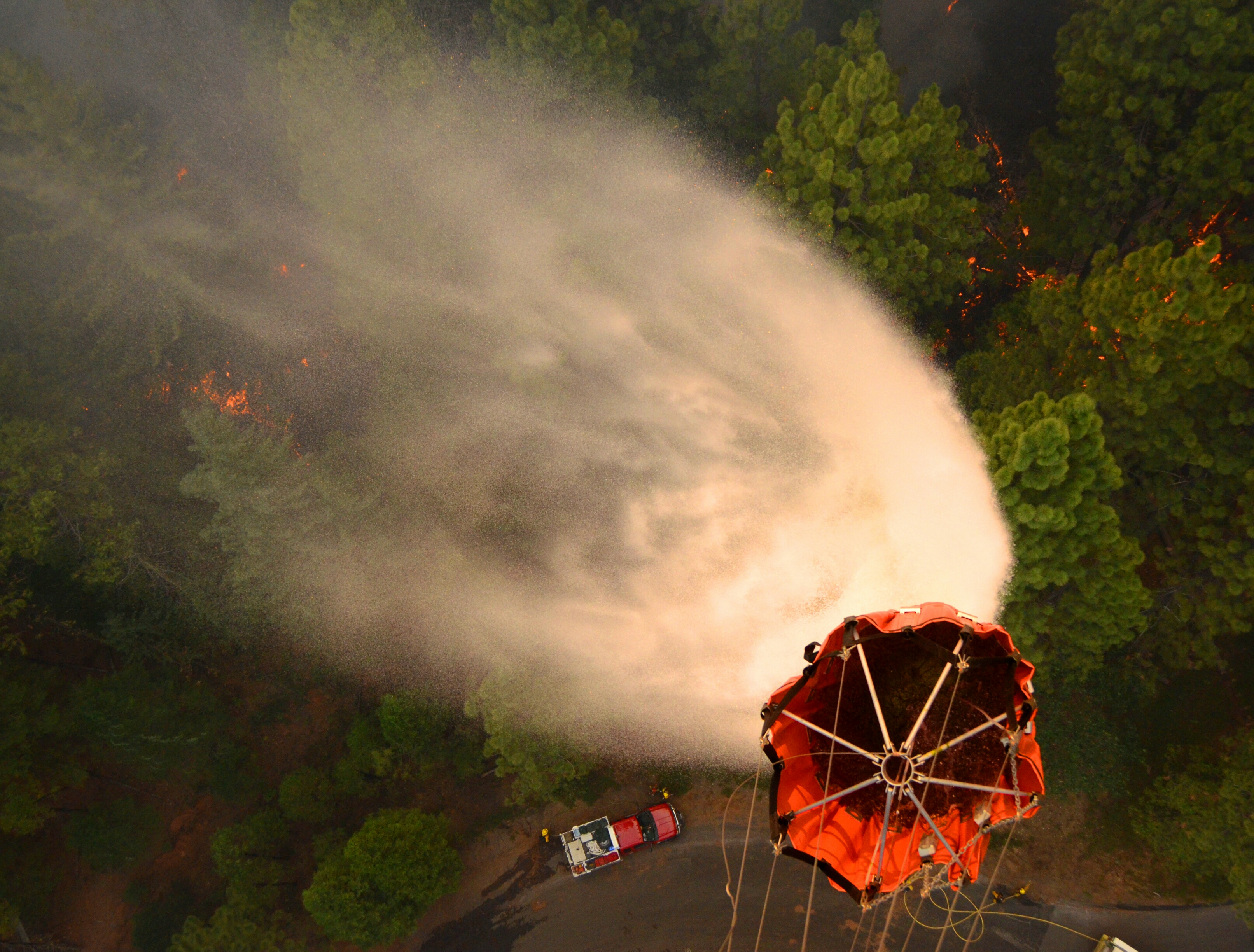
Descàrrega amb bambi a Yosemite, Califòrnia

- Tipus d'aeronau: els avions només poden descarregar en un marge de velocitat molt reduït, mentre que els helicòpters poden fer-ho des de 0 nusos (estacionari) fins 120 nusos. Per aquest motiu la majoria d'avions tenen un sistema que permet controlar el cabal de sortida en la descàrrega.
- Capacitat dels dipòsits i sistema de descàrrega: la capacitat pot variar des de 600 fins a 75.000 litres. Els principals sistemes de descàrrega són: convencional (el pilot pot triar la descàrrega simultània o seqüencial dels diferents compartiments) o de cabal constant (el pilot tria el volum de descàrrega i el cabal de sortida).
- Altura de descàrrega: afecta al nivell de cobertura i l'amplada del contorn. A baixa altura augmentarà el nivell de cobertura i disminuirà l'amplada del contorn. En canvi, a més altura l'aigua es disgrega més i es dispersa, ampliant l'amplada del contorn i disminuint el nivell de cobertura. En la descàrrega de retardant cal augmentar l'altura per aconseguir que arribi a l'objectiu caient verticalment, si la descàrrega és massa baixa el retardant cau horitzontalment, deixant zones sense cobrir (efecte ombra).
- Velocitat de l'aeronau: a major velocitat, més llarg és el contorn i es redueix el nivell de cobertura. Els helicòpters són més versàtils en l'ajustament de la velocitat.
- Característiques del terreny: els pendents dificulten la maniobrabilitat de les aeronaus. El pilot ha de planificar la sortida, fent atenció a l'orografia, les línies elèctriques, essent les descàrregues pendent amunt les més perilloses.
- Vent: el vent afecta al patró de descàrrega igual que l'altura. Amb vent superior a 25 nusos la descàrrega no és efectiva. Les descàrregues en contra del vent es veuran afectades pel fum de l'incendi empès pel vent, disminuint la visibilitat.
- Densitat del dosser arbori: les descàrregues en una gran concentració de branques o copes denses acostumen a ser poc eficaces, ja que la penetració de descàrrega queda molt minvada cap els combustibles superficials.
- Seguretat: el principal factor a considerar a l'hora de triar el model de descàrrega és la seguretat. El pilot ha de tenir present la possibilitat d'imprevistos: línies elèctriques, fallada del sistema d'obertura, turbulències, etc.

## Agent extintor

### Aigua
L'aigua és l'agent extintor fonamental en els incendis forestals. La seva capacitat de refredament, la producció de vapor d'aigua que desplaça l'oxigen i el fet que en mullar el combustible el posa fora de capacitat d'ignició i pirolització, la converteixen en el millor agent extintor. Aquestes propietats de l'aigua es poden potenciar amb l'addició de retardants.

### Retardants
Els retardants són additius que incorporats a l'aigua 'retarden' l'avanç de les flames. Hi ha retardants de curt termini (escumògens i gels), que actuen mentre hi hagi l'aigua, i de llarg termini (fertilitzants), que actuen inclús després de l'evaporació de l'aigua, oferint així més temps a l'arribada de les unitats terrestres. Cal tenir en compte la toxicitat d'aquests productes químics, que poden afectar en les operacions de càrrega, als actuants terrestres per inhalació de gasos amoniacals, a la vegetació (cal ponderar el dany local que produeix el retardant i el potencial de les flames), i especialment als rius i llacs, on s'ha d'evitar la seva descàrrega.

## Punt d'aigua

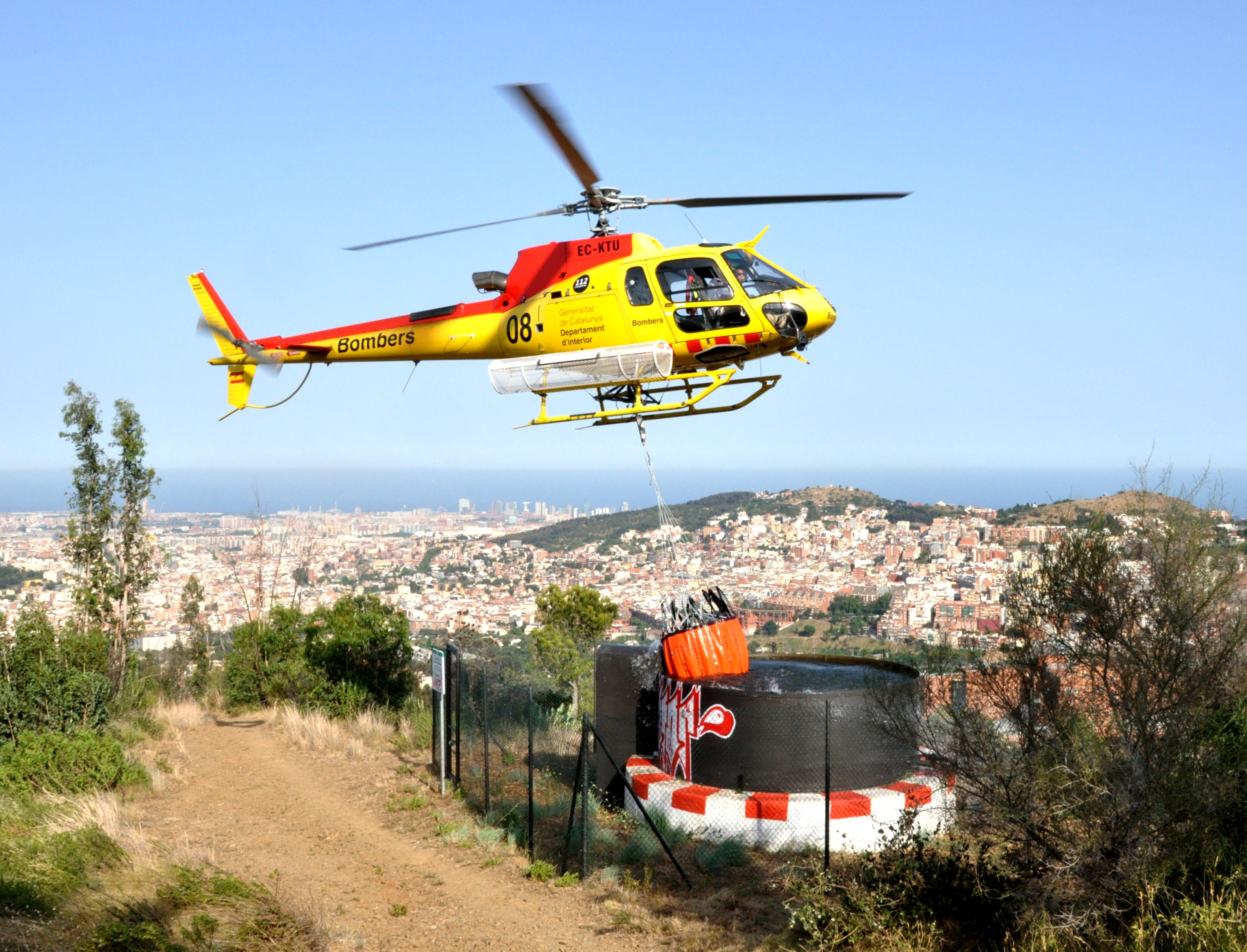
Helitanc de Bombers de la Generalitat carregant el 'bambi' en un punt d'aigua a Collserola

S'anomena punt d'aigua a la bassa o dipòsit que es construeix per a la càrrega d'aigua dels mitjans d'extinció d'incendis forestals, tant terrestres com aeris. Una xarxa òptima de punts d'aigua permet una cadència d'helicòpters de 5 a 6 minuts, amb una capacitat de cada punt d'aigua de 200 m³. En general es considera que un punt d'aigua dona servei a un cercle de 2,5 km de radi. Han de tenir assegurat l'abastiment d'aigua (de fonts naturals o de xarxa d'abastiment) i han d'estar ubicats en una zona plana, en un radi de 20 m de qualsevol punt del dipòsit, no hi haurà obstacles de major alçada que el dipòsit, i en un radi de 30 m en direcció als vents dominants, no hi haurà obstacles que sobrepassin 4 metres per sobre del límit superior del dipòsit.

## Reglamentació
Les activitats aèries de lluita contra incendis i recerca i salvament a Espanya estan regulades pel reial decret 750/2014, de 5 de setembre, que estableix els requisits en matèria d'aeronavegabilitat i llicències per a altres activitats aeronàutiques.